# Teorema de Birkhoff (relatividade)
Em relatividade geral, o teorema de Birkhoff estabelece que qualquer solução esfericamente simétrica das equações de campo do vácuo deve ser estática e assintoticamente plana. Isto significa que a solução exterior deve ser dada pela métrica de Schwarzschild.
O teorema foi provado em 1923 por George David Birkhoff (também autor de um outro teorema de Birkhoff mais conhecido, o teorema pointwise ergodic o qual lança a fundação da teoria ergódica). Entretanto, Stanley Deser recentemente alertou que ele foi publicado dois anos antes por um físico norueguês pouco conhecido, Jørg Tofte Jebsen.

## Raciocínio intuitivo
A ideia intuitiva do teorema de Birkhoff é que a simetria esférica de um campo gravitacional deve ser produzida por algum objeto massivo na sua origem; se há outra concentração de massa-energia em algum lugar além, esta deve perturbar a simetria esférica, então nós podemos esperar a solução representar um objeto isolado. Isto é, o campo desapareceria em grandes distâncias, o que é (parcialmente) o que nós pretendemos ao afirmar que a solução é assintoticamente plana. Estão, esta parte do teorema é só o que nós esperamos do fato que a relatividade geral reduz-se a gravitação newtoniana no limite newtoniano.

## Implicações
A conclusão que o campo exterior deve também ser estacionário é mais surpreendente e tem uma interessante consequência. Suponha-se que nós tenhamos uma estrela esfericamente simétrica de massa fixa a qual está experimentando pulsações esféricas. Então o teorema de Birkhoff diz que a geometria exterior deve ser a de Schwarzschild; o único efeito da pulsação é a mudança da localização da superfície estelar. Isto significa que uma estrela pulsante esfericamente não pode emitir ondas gravitacionais.
Outra interessante consequência do teorema de Birkhoff é que para uma casca fina, a solução interior deve ser dada pela métrica de Minkowski; em outras palavras, o campo gravitacional deve desaparecer dentros de uma casca esfericamente simétrica. Isto concorda com o o que acontece na gravitação newtoniana.

## Generalizações
O teorema de Birkhoff pode ser generalizado: qualquer solução esfericamente simétrica das equações de campo de Einstein-Maxwell deve ser estacionária e assintoticamente plana, assim a geometria exterior de uma estrela carregada esfericamente simétrica deve ser dada pela métrica de Reissner-Nordström.